# 오우치 모치요
오우치 모치요(大内 持世, おおうち もちよ)는, 일본 무로마치 시대 중기의 무장, 슈고 다이묘이다. 스오 · 나가토 · 부젠 · 치쿠젠의 슈고였다. 오우치 씨의 제12대 당주이다. 

## 생애
오우치 제10대 당주 오우치 요시히로(大内義弘)의 아들로 모치모리(持盛), 노리스케(教祐)의 형이다. 제9대 당주 오우치 히로요(大内弘世, 할아버지)의 아들이라고 하는 설도 있다. 양자로 노리히로(教弘)가 있었다. 관위는 형부소보, 슈리다이후, 정5위상, 종4위하, 종4위상. 통칭 오우치노스케(大内介)로 어렸을 때의 이름은 구로(九郎)이며, 원복을 행할 때 제4대 쇼군 · 아시카가 요시모치(足利義持)로부터 이름자 한 자를 받아 모치요(持世)라고 하였다('요'는 할아버지 히로요에게서 따왔다).
에이쿄 3년(1431년) 숙부인 제11대 당주 오우치 모리하루가 오토모 ・ 쇼니와의 전투로 지쿠젠(筑前)에서 패하고 죽은 뒤, 오우치 집안 내부에서는 후계를 둘러싼 항쟁이 벌어졌다. 생전 모리하루는 모치요에게 오우치 가독과 나가토를 제외한 소유 영지를, 모치요의 동생 모치모리에게 나가토를 이어받도록 하였다고 한다. 그러나 다른 기록에서는 당초에 모치모리가 오우치 집안의 가독과 스오(周防), 아키(安芸)의 일부 영지를 잇게 하고, 모치요에게 나가토(長門) ・ 지쿠젠(筑前) ・ 부젠(豊前)을 잇게 하였으며, 일족인 오우치 미쓰요(大内満世, 요시히로 ・ 모리하루의 조카)에게 이와미(石見) 니마 군(迩摩郡)과 나가토 일부를 주기로 예정했지만, 오우치 집안의 중신으로 막부와의 교섭에 임한 内藤智得가 모리하루의 유지를 들고 나와서 모치요에게 오우치 집안의 가독을 잇게 하고 모치모리에게 나가토와 니마 군 ・ 아키 일부를 잇게 한다는 방침으로 바꾸게 하도록 막부에 제의하여 허락을 받아냈다고 한다.  이에 불만을 품은 모치모리는 에이쿄 4년 2월 10일에 규슈에 출진해 있는 와중에 모치요의 진을 습격함으로써 반란을 일으켰고, 미쓰요를 아군으로 끌어들여 오우치 집안이 지배하던 령국을 장악하는 데에 성공, 모치요는 이와미의 三隅氏을 의지하여 도망쳐 왔다. 그러나 모치요는 고쿠진슈(国人衆)들의 지지를 배경으로 그 다음달에 야마구치로 돌아왔고, 모치모리 ・ 미쓰요는 大友持直에게 맡겼다. 6대 쇼군 ・ 아시카가 요시노리(요시모치의 동생)는 모치요를 지지하여 그에게 슈리다이후(修理大夫) 官途을 주었다. 한편 모치요도 막부에 권하여 오토모 지카쓰나와 기쿠치 가네토모를 각기 분고와 지쿠고의 슈고(守護)로 임명하도록 함으로써 이들을 아군으로 끌어들인다.
에이쿄 5년(1433년) 4월에 모치모리는 부젠 국에서, 미쓰요는 도망쳐 있던 곳 교토(京都)에서 피살되었다. 이에 앞서 같은 해 3월에 막부로부터 오토모 모치나오(大友持直) ・ 쇼니 미쓰사다 추토령이 내려지자 규슈로 내려가, 아키 ・ 이와미 ・ 이요의 고쿠진슈나 고노 미치히사 ・ 오토모 지카쓰나(大友親綱) 등과 협력하여 쇼니 미쓰사다 ・ 스케쓰구 부자를 피살하고, 오토모 모치나오와 싸워 승리하고 세력을 확대하였다. 이듬해 쇼니 요시요리 ・ 오토모 모치나오가 거듭 거병하자 에이쿄 7년(1435년)에 다시금 규슈로 향했고, 기타큐슈(北九州)를 평정하고 쇼니를 멸망 직전까지 몰아 넣었으며, 나아가 규슈 지바 씨(九州千葉氏)의 내분에도 관여하였다.
에이쿄 11년(1439년) 규슈 원정을 마친 모치요는 야마구치로 귀환했지만, 오우치 세력이 급속도로 확대해 나가는 것에 불안을 느낀 쇼군 · 아시카가 요시노리(요시모치의 동생)는 6월 모치요가 상경 명령에 응하지 않았다는 이유로 아키 국의 오우치 영지를 몰수한다. 모치요는 에이쿄 12년(1440년)에 아시카가 요시노리에게 쇼니 요시요리 · 노리요리 형제와의 화목을 주선해 주는 것으로 쇼니 씨를 존속시키고, 아울러 자신도 상경하였다. 이는 쇼니 씨와 전통적인 동맹 관계에 있던 쓰시마 소 씨(対馬宗氏)와의 관계 악화를 두려워했다고도 하지만, 모치요와 조선에 대해 쓰시마의 조선 할양을 대가로 군사 동맹을 맺고 쇼니 ・ 소 두 집안을 멸망시키려고 계획했으나, 갑작스런 피살로 계획은 물거품이 되었다고 한다.
당시, 아시카가 요시노리에 의해 잇시키 요시쓰라 · 도키 모치요리가 살해되는 사건이 발생했고, 모치요의 신변 안위마저 위태롭게 되었다. 그러나 가키쓰 원년(1441년) 3월에 모치요가 요시노리에 반항하던 이복동생 요시아키(義昭)를 숨겨 주고 있던 사쓰마의 시마즈 다다쿠니(島津忠国)를 모치요가 달래어 그 목을 바치도록 한 것이 요시노리로부터 좋은 평가를 얻고 그의 신뢰를 받게 된다. 하지만 그 해 6월 24일, 아카마쓰 미쓰스케(赤松満祐)가 유키 합전(結城合戦)의 전승 축하연을 열었을 때 모치요도 요시노리를 따라 참석했다가 미쓰스케 세력의 습격을 당했다. 요시노리는 미쓰스케에게 암살당했고, 모치요도 중상을 입고 한 달 뒤인 7월 28일에 사망하고 말았다(가키쓰의 난). 향년 48세였다. 그의 뒤는 종제(조카라고도)이자 양자인 노리히로가 이었다. 
죽음에 임해서 모치요는 "아카마쓰를 정벌하는 것이야말로 나를 위해 올리는 최고의 공양"이라고 유언했다고 한다.
법명은 스미센지(澄泉寺) 혹은 장천사전도엄정홍대선정문(長泉寺殿道厳正弘大禅定門)이라 하였다. 모치요의 묘소인 스미센지는 야마구치현 야마구치 시에 소재한 사찰이다. 
오우치 모치요는 당주로서 유능할 뿐만 아니라, 와카에도 뛰어난 교양인이며, 『신속고금화가집』(新続古今和歌集에 모치요가 읊은 많은 작품이 남아 있다.

### 내용주
1. ↑  『만사이 준후일기』(満済准后日記) 에이쿄(永享) 3년 9월 3・24일, 10월 19・23일조에서 [1]
2. ↑  오우치 씨의 당주는 대대로 사쿄다이후(左京大夫) 관직을 받았는데, 모치요는 선대 요시히로 ・ 선대 모리하루(盛見)가 모두 전쟁에서 전사했다는 이유로 변경을 요청하여 막부도 그 주장을 받아 들였다(『만사이 준후일기』 에이쿄 4년 4월 4일조에서).[2]
3. ↑  한국의 『조선왕조실록』(朝鮮王朝実録) 세종 26년(1444년) 4월 기유 및 6월 을유조. 한편 이 계획에 대하여 오우치 가신 여라가도로(廬羅加都老, 부젠 국野仲氏로 추정된다)는 조선측의 사자에게 모치요의 급서로 오우치를 이은 오우치 노리히로에게는 알려진 바가 없었다고 말하고 실적측도 이 이야기를 전해 듣고 놀라서 모치요에게 이 이야기를 권했다는 표사온(表思温)이라는 이름의 향화왜인(向化倭人, 조선에 귀화한 일본인)을 유배에 처했다고 전한다.[4]。

### 참조주
1. ↑  藤井崇 2013, 168–172쪽.
2. ↑  藤井崇 2013, 195쪽.
3. 1 2 3  藤井崇 2013.
4. ↑  須田牧子 2011, §大内氏の対朝関係の変遷.
5. ↑  『建内記』。
6. ↑  高坂好 1970.

## 참고문헌
- 高坂好 (1970년 3월).  日本歴史学会, 편집. 《赤松円心・満祐》. 人物叢書（155）. 吉川弘文館社. ISSN BN02378981 |issn= 값 확인 필요 (도움말). 일본 전국 서지 번호 : 73006025. 다음 글자 무시됨: ‘和書’ (도움말);
- 佐藤和彦; 錦昭江; 松井吉昭; 櫻井彦 (2007년 5월). 《日本中世内乱史人名事典》. 新人物往来社. ISSN BA81884925 |issn= 값 확인 필요 (도움말). 다음 글자 무시됨: ‘和書’ (도움말); 다음 값 잘못됨: |저자앰퍼샌드=鈴木彰、樋口州男共編 (도움말);
- 須田牧子 (2011.2). 《中世日朝関係と大内氏》. 東京大学出版会. ISBN 9784130262279. ISSN BB0510627X |issn= 값 확인 필요 (도움말). 다음 글자 무시됨: ‘和書’ (도움말);
- 平野邦雄; 瀬野精一郎 (2006년 11월). 《日本古代中世人名辞典》. 同成社. ISBN 4642014349. ISSN BA78991053 |issn= 값 확인 필요 (도움말). 일본 전국 서지 번호 : 21131689. 다음 글자 무시됨: ‘和書’ (도움말)
- 藤井崇「持世期の大内氏分国支配システム」『史潮』59号、2006年。
  - 改題・改稿 藤井崇 (2013). 《室町期大名権力論》. 同成社中世史選書(14). 吉川弘文館. ISBN 9784886216502. 일본 전국 서지 번호 : 22348379. 다음 글자 무시됨: ‘和書’ (도움말)
- 藤井崇 (2013). 《室町期大名権力論》. 同成社中世史選書(14). 吉川弘文館. ISBN 9784886216502. 일본 전국 서지 번호 : 22348379. 다음 글자 무시됨: ‘和書’ (도움말)

## 같이 보기
- 鷲頭弘忠
- 지조초(千鳥抄)